# تروية دموية
التروية الدموية أو الإرواء هي عملية تزويد الأنسجة الحيوية والخلايا بالأكسجين والغذاء ومتفاعلات الاستقلاب، وعملية نقل ما تنتجة الخلايا من ثاني أكسيد الكربون ومركبات وفضلات أيضية بعيدا عن الخلية بواسطة الدم. فالإرواء (Perfusion) أساس التبادل الحيوي في الكائنات متعددة الخلايا، حيث لا يكفي الانتشار البسيط في تحقيق تبادل حيوي فعال في متعددة الخلايا.
بشكل عام يقاس الإرواء بمعدل جريان الدم في النسيج الحيوي والذي يعطي انطباعاً عن عملية الإرواء (التروية الدموية )، وذلك باعتبار أن الدورة الدموية هي أساس التروية في الكائنات المعقدة. إلا أن ذلك لايعني أن التروية الدموية مرتبطة بمعدل جريان الدم بشكلٍ حتميّ، إذ أنه قد يكون الدم القادم فقيراً بالأكسجين والغذاء مما يجعله غير فعالٍ في الإرواء ( Perfusion )، أي عاجزاً عن القيام بدوره في التروية (مثل حالات: فقر الدم أو نقص التأكسج).

## مبادئ التروية
في الكائنات البدائية أو الأوالي فإن تبادل الغذاء والسوائل والغازات يتم بطريق الانتشار البسيط أو المحفز من الوسط الذي تعيش فيه هذه الكائنات.
في الكائنات متعددة الخلايا فإن توسّع الكائنات وتعقدها، وتركبها من أنسجة وأعضاء، جعل حدود الكائن الحي مع بيئته الخارجية بعيدة عن حدود الخلايا، مما جعل طرق النقل للغذاء والهواء ما بين الخلايا والمحيط البيئي طويلة وغير قابلة للتجسير بطرق الانتشار البسيط والنقل المباشر. من هنا تشكلت في الكائنات متعددة الخلايا الدورة الدموية. وظيفة جهاز الدوران تتمثل في نقل المركبات الحيوية والغازات من وإلى الخلايا، والمساعدة في إيجاد وسط كيميائي وحيوي ملائم لحياة الخلايا. هذه الوظيفة لاتتأتى إلا بالنقل المتواصل للمواد الحيوية (السوائل والمركبات العضوية والغازات) إلى المحيط الخلوي. الدم هو الوسط الناقل المحمل بالمواد الحيوية من وإلى النسيج الحيوي أوالأعضاء.
تعتمد التروية الدموية على:
1. كمية الدم التي تسري لعضوٍ أو نسيجٍ.
2. جودة عملية التبادل الحيوي ما بين الدم والخلايا.

### عوامل التأثير على كميةالدم
- الأوعية الدموية التي «تروي» العضو من ناحية:
  - توافرها بكثرة (كثافتها) في الأنسجة النشيطة من ناحية استقلابية كالدماغ والكبد.
  - توسعها أو تضيقها بناءً على الحاجات الاستقلابية وحالة النشاط من عدمه مثل تروية العضلات.
- سرعة سريان الدم في العروق. وتعتمد على:
  - ضغط الدم.
  - المقاومة الوعائية لجريان الدم ولزوجته.

### جودة التبادل الحيوي
يعتمد التبادل الحيوي ما بين الدم والأنسجة الحيوية على عوامل منها:
- حموضة السائل البيني بين الخلايا.
- عوامل هرمونية تتحكم في جدار الخلايا ونفاذيتها.
- الفرق بين الضغط التَناضُحي الغَرَواني (بالإنجليزية: Colloid osmotic pressure)‏ وضغط السائل (بالإنجليزية: Hydrostatic pressure)‏، هذا الفرق يُدعى بالضغط الترشيحي (بالإنجليزية: Filtration pressure)‏.
- درجة حرارة الجسم والتي تؤثر في سرعة التفاعل الكيميائي ومنها عمليات النقل وعملية الانتشار.

### حسابات التروية الدموية

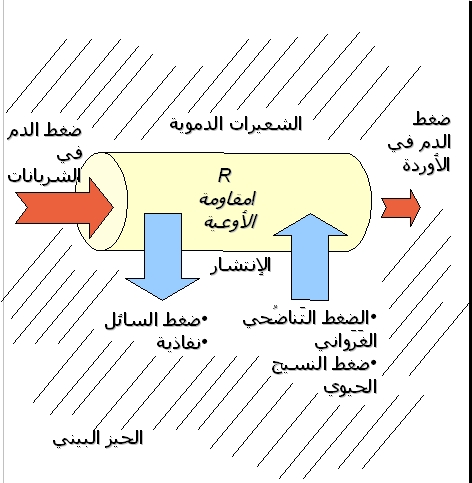
العوامل المؤثرة في التروية الدموية على مستوى الشعيرات الدموية.

هناك طريقة لتقدير التروية الدموية في الأنسجة تعتمد على تقدير معدل جريان الدم خلال النسيج الحيوي. معدل جريان الدم (F) يحسب بالفرق ما بين الضغط الدوري في الشرايين (Pa) وما بين ضغط الدم في الأوردة (Pv) مقسوماً على مقاومة النسيج الحيوي كما في المعادلة:
{\displaystyle F={P_{A}-P_{V}}/{R}}
بدورها مقاومة النسيج تعتمد على ضغط النسيج وعلى لزوجة الدم. لا يكفي حساب معدل جريان الدم لتقدير التروية الدموية بل لابد من حساب الترشيح الحاصل من الأوعية إلى الحيز البيني في النسيج، أي حساب العوامل التي تؤثر في خروج الدم ومايحمله من غذاء وأكسجين إلى الحيز البيني حتى يصل إلى أطراف الخلية لتحصل عملية التبادل الحيوي على عتبات الخلايا خلال الجدار الخلوي.
يعتمد الترشيح على عوامل منها:
- نفاذية الأوعية الدموية.
- الفرق بين الضغط التَناضُحي الغَرَواني (بالإنجليزية: Colloid osmotic pressure)‏ وضغط السائل (بالإنجليزية: Hydrostatic pressure)‏، هذا الفرق يُدعى بالضغط الترشيحي (بالإنجليزية: Filtration pressure)‏.

## أمراض التروية الدموية
نقص أو إفراط التروية الدموية ينجم عنه تأثر النسيج الحيوي سلبياً، من خلال تأثر عمليات الاستقلاب بسبب نقص المواد اللازمة للأيض أو التأخر في إبعاد الإفرازات الحيوية والمخلفات العضوية.

### تضيق الشرايين
إن تضيق الشرايين أو انسدادها يؤدي إلى نقص في ارواء الأنسجة التي تمدها هذه الشرايين، قد يؤدي نقص التروية هذا إلى تلف وموت الخلايا والأعضاء بشكل رئيس بسبب نقص الأكسجين بحيث تصبح هذه الخلايا غير قادرة على التنفس فتموت. أحد أهم الأسباب في انسداد الشرايين هو مرض تصلب الشرايين والتصلب العصيدي. 
أمثلة على نقص التروية الناجم عن انسداد أو تضيق الشرايين:

#### سكتة دماغية
نقص التروية الدماغية ينجم عن انسداد الشريان السُّباتي أو انسداد أو تضيق في الشرايين الدماغية (المخية) أو أحد فروعها بسبب تصلبها، كما قد ينشأ بسبب انسداد فجائي ناجم عن خثرة انطلقت من مكان آخر مثل القلب لتستقر بأحد الشرايين الدماغية وتسده. تعتبر خلايا الدماغ من أسرع الخلايا تأثراً بنقص التروية الدموية وبالذات نقص الأكسجين والمسمى إقفار، ينجم عن انقطاع الدم عن الخلايا الدماغية تلف هذه الخلايا، ويبدأ هذا التلف بمرور 4 دقائق على توقف وصول الدم إلى الدماغ أي انقطاع التروية الدموية للدماغ. تسمى حالات انقطاع التروية الدموية بالإقفار، الحالات الإقفار الدماغي الرجعية تسمى نوبة إقفارية عابرة.

#### احتشاء عضل القلب
الجلطة القلبية هي أحد الأمثلة على نقص التروية للعضلة القلبية، وينجم الاحتشاء بسبب انسداد أحد الشريانات التاجية أو تضيقه الشديد، الأمر الذي يسبب خطراً جسيما على حياة المريض، لما يمكن أن يسببه من ضرر لخلايا القلب، ومما قد يؤدي إلى سكتة قلبية.

#### إقفار معوي
نقص التروية في الأمعاء يتسبب في التهاب حاد في الأمعاء الأمر الذي قد يسبب نزيفاً حاداً أو قد يتسبب في التهاب وفي بعض الأحيان إنتان أو صدمة إنتانية.

#### إقفارات أخرى
أي عضو (تشريح) في جسم الإنسان يمكن أن يعاني من نقص التروية الدموية بسبب انغلاق في الشرايين المؤدية له، ومن الأمثلة على ذلك نقص التروية في الأمعاء وفي الكلية أو القرحة ... الخ.

### الصدمة الدورية
الصدمة تؤدي إلى هبوط حاد في ضغط الدم مما يؤدي إلى نقص عام في تروية الأعضاء ومن ضمنها الرئة والكلية وغيرهما من الأعضاء الحيوية في جسم الإنسان. نقص التروية بسبب الهبوط الشديد في ضغط الدم يؤدي إلى تغيرات مَرَضِيَّة في هذه الأعضاء، فتنشأ رئة الصدمة وكلية الصدمة ... الخ. استمرار هذه الحالة يؤدي إلى فشل متعدد الأعضاء يودي في الغالب للوفاة.

### ارتفاع ضغط النسيج الحيوي
هناك بعض الحالات يرتفع فيها ضغط النسيج الحيوي، هذا يؤدي بدوره إلى إعاقة الترشيح بسبب تلاشي الفرق بين ضغط الدم الشرياني وضغط النسيج، مما يؤثر سلبياً على عملية الانتشار خلال الأوعية الدموية. هناك عدة أسباب لزيادة الضغط النسيجي منها:

#### متلازمة الحيز
عند حدوث ودم عضلي بسبب إصابة ما، أو بسبب حدوث التهاب ما فإن التودم هذا يرفع الضغط في الحيِّز العضلي، ويؤدي إلى ارتفاع الضغط النسيجي بحيث يؤثر سلباً على ارواء العضلات والنسيج، هذا النقص في التروية يؤدي بدوره إلى زيادة التوذم والذي بدوره يقلل من التروية من جديد وهكذا دواليك.

#### خُثار وريدي
في حالة حصول تخثّر وريدي فإن نقل الدم بعيداً عن النسيج الحيوي يتأثر سلبياً بسبب انسداد الوريد، مما يؤدي إلى تحشّر الدم في النسيج مؤدياً لودم في النسيج، مما يرفع الضغط النسيجي، ويؤدي إلى نقص التروية الدموية للنسيج كما هو الحال في متلازمة الحيز.